# Amagerkredsen
Amagerkredsen var opstillingskreds i Københavns Amtskreds. I 2007 blev kredsen overført til Københavns Storkreds og skiftede samtidigt navn til Tårnbykredsen.
Den 8. februar 2005 var der 39.182 stemmeberettigede vælgere i kredsen.
Kredsen rummede i 2005 flg. kommuner og valgsteder::
1. Dragør Kommune
  1. Dragør Skole
  2. Skolen Ved Vierdiget
  3. Store Magleby Skole
2. Tårnby Kommune
  1. Kastrup
  2. Korsvejen
  3. Løjtegården
  4. Pilegården
  5. Tårnby
  6. Vestamager